# Dassault Mirage G
Die Dassault Mirage G war ein zweistrahliges Mehrzweckkampfflugzeug des französischen Herstellers Dassault Aviation, das sowohl als Jagdflugzeug als auch für Bodenangriffe geeignet sein sollte. Als herausragendes Merkmal besaß die Maschine Schwenkflügel und die Einsatzmöglichkeit von Kernwaffen. Die Entwicklung des auf der Dassault Mirage basierenden Flugzeugs begann 1964.
Im Februar 1965 wurde das Konzept als Mirage III G vom Ministerium angenommen. Am 18. Mai wurde ein Testflugzeug bestellt, an jenem Tag wurde auch eine Zusammenarbeit mit Großbritannien erwogen. Am 18. Oktober machte das Flugzeug den ersten Hüpfer in Melun-Villaroche, wurde danach demontiert und auf dem Landweg nach Istres gebracht, wo am 18. November der Erstflug stattfand.
Noch vor dem Erstflug der Mirage G wurde im Oktober die Entwicklung der zweimotorigen Mirage G4 beauftragt. Aufgrund der geänderten Einsatzdoktrin wurde jedoch bald wieder ein Flugzeug speziell für die Abfangjagd gefordert, und so wurde daraus die einsitzige Mirage G8 abgewandelt. Am 8. Mai 1971 flog erstmals die G8-01, ein Jagdbomber, der auf der Mirage F1B basierte und zahlreiche Baugruppen dieses Musters verwendete. Es entstand noch ein zweiter Prototyp Mirage G8-02, 1973 wurde das Programm aber eingestellt, da die Kosten zu hoch wurden.

## Versionen
- Mirage G Einmotorige Erstversion, Erstflug am 18. November 1967. Abgestürzt am 13. Januar 1971.
- Mirage G4 Die grundlegende Mirage G wurde zu einem zweimotorigen, zweisitzigen Nuklearangriffskämpfer entwickelt, der Mirage G4. Diese Flugzeuge sollten von Snecma M53-Turbofans angetrieben werden. Während sich das Flugzeug im Bau befand, änderten sich die Anforderungen und das französische Militär forderte die Umwandlung des Entwurfs in einen speziellen Abfangjäger, die Mirage G8.
- Mirage G8 Mirage G4-01 wurde in G8-01 umbenannt und blieb ein zweisitziges Flugzeug (erster Flug am 8. Mai 1971). Das zweite Flugzeug G4-02 wurde als Einzelsitzversion, G8-02 (erster Flug, 13. Juli 1972) fertiggestellt. Die G8-Varianten waren mit einem Thomson-CSF-Radar und einem Navigationssystem für geringer Höhe ausgestattet, das auf dem System des SEPECAT Jaguar und von Dassault Milan basiert. Da im französischen Verteidigungshaushalt von 1971–1976 keine Mittel für die Mirage G8 enthalten waren, konnte das Flugzeug nicht in Produktion gehen.
- LTV V-507 Die LTV V-507 Vagabond war eine unter der Führung von Ling-Temco-Vought navalisierte Version der Mirage G4, respektive Mirage G8-01 für den Einsatz ab Flugzeugträgern der US Navy, im Rahmen des Programms Light Weight Fighter (zukünftiger McDonnell Douglas F/A-18 Hornet) und dem VFX (zukünftiger Grumman F-14 Tomcat). 1968 wurden zwei Verträge für die allgemeine Zusammenarbeit und andere für die Flügel mit variabler Geometrie unterzeichnet. Für den Wettbewerb VFX wurde der vom Mirage G inspirierte Vorschlag LTV V-507 zugunsten des Grumman F-14 Tomcat abgelehnt. Es wurde lediglich ein 1:1-Modell der LTV V-507 gebaut.

## Technische Daten
| Kenngröße              | Daten der Mirage G8                                                     |
| ---------------------- | ----------------------------------------------------------------------- |
| Besatzung              | 1                                                                       |
| Länge                  | 18,80 m                                                                 |
| Spannweite             | - bei 23° Flügelpfeilung: 15,40 m - bei 70° Flügelpfeilung: 8,70 m      |
| Flügelfläche           | ca. 45,00 m²                                                            |
| Flügelstreckung        | - bei 23° Flügelpfeilung: 5,27 - bei 70° Flügelpfeilung: 1,68           |

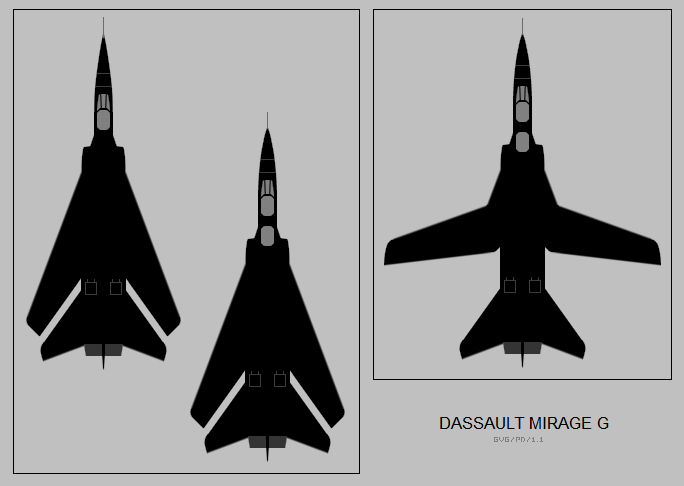
Dassault Mirage G

| Tragflächenbelastung   | - minimal (Leermasse): 328 kg/m² - maximal (max. Startmasse): 556 kg/m² |
| Höhe                   | 5,35 m                                                                  |
| Leermasse              | 14.740 kg                                                               |
| max. Startmasse        | ca. 25.000 kg                                                           |
| Höchstgeschwindigkeit  | Mach 2,2 (auf optimaler Flughöhe)                                       |
| Minimalgeschwindigkeit | ca. 200 km/h                                                            |
| Gipfelhöhe             | 18.500 m                                                                |
| Reichweite             | 3.850 km                                                                |
| Startrollstrecke       | 400 m                                                                   |
| max. Waffenlast        | 7.000 kg                                                                |
| Triebwerke             | zwei Strahltriebwerke SNECMA Atar 9K50                                  |
| Schubkraft             | - mit Nachbrenner: 2 × 70,6 kN - ohne Nachbrenner: 2 × 49,2 kN          |